# نیشی-نیپون
نیشی-نیپون (انگلیسی: Nishi-Nippon) شرکت ترابری ریلی ژاپنی است، که در سال ۱۹۰۸ تأسیس شد.